# Cirey-sur-Vezouze
 Cirey-sur-Vezouze  es una población y comuna francesa, en la región de Lorena, departamento de Meurthe y Mosela, en el distrito de Lunéville y cantón de Cirey-sur-Vezouze.

## Demografía
| 2500 | 2375 | 2279 | 2049 | 1989 | 1794 |
| Para los censos de 1962 a 1999 la población legal corresponde a la población sin duplicidades (Fuente: INSEE [Consultar]) |      |      |      |      |      |